# Principi de Fisher
El principi de Fisher és un model evolutiu que explica el perquè de la raó de sexe de la majoria de les espècies, les quals produeixen descendència amb la reproducció sexual, que és aproximadament 1:1 entre mascles i femelles. El definí Ronald Fisher en el seu Teoria genètica de la selecció natural, publicat el 1930, però atribuït erròniament a Fisher com a original. A. W. F. Edwards va dir que «probablement és l'argument més celebrat de la biologia evolutiva». Específicament, Fisher n'exposà els seus arguments en termes d'inversió parental, i la inversió dels dos pares havia de ser idèntica. Les raons de sexe són 1:1 i es coneixen com a «fisherianes», i les que no són d'1:1 es coneixen com a «no fisherianes» o «extraordinàries» i ocorren quan no acompleixen els supòsits del model de Fisher. Moltes vespes eusocials, com Polistes fuscatus i Polistes exclamans (del gènere Polistes), mostren aquesta raó a vegades.

## Explicació bàsica
W. D. Hamilton hi donà aquesta explicació en el seu article de 1967 «Extraordinary sex ratios» (Ràtios extraordinàries de sexe), assumint que els costs d'energia per a produir mascles i femelles són els mateixos:
1. Suposant que els naixements de mascles són menys comuns que els de femelles.
2. Un mascle nounat té millors perspectives d'aparellament que una femella nounada, i és per això que és probable que en tinga més descendents.
3. Així, pares genèticament disposats a produir mascles tenen tendència a tenir més quantitat de nets que la mitjana.
4. Els gens que tendeixen a produir mascles es dispersen, i n'hi haurà més naixements de mascles.
5. Mentre s'acosta a la raó 1:1 els avantatges associats de produir mascles desapareixen.
6. Se segueix el mateix raonament si se substitueixen femelles per mascles en tot l'argument. Per això, la raó d'equilibri n'és 1:1.

La raó 1:1 és coneguda com una mena d'estratègia evolutivament estable. En una població d'individus que segueixen aquesta estratègia (és a dir, produint el mateix nombre de mascles i femelles) qualsevol altra estratègia (per exemple 51% fills i 49% filles) en produeix una disminució en l'aptitud, i així l'estratègia seria desfavorable per la selecció natural.

## Inversió parental
En el capítol 6 de Reproducció sexual i selecció sexual, Fisher escrigué sobre aquesta explicació. Eric Charnov i James J. Bull la consideraren "típicament breu" i «críptica»:

"En tot tipus d'organismes els joves es llancen en les seues curses dotats d'una certa quantitat de capital biològic derivat dels progenitors. Aquest varia enormement en quantitat en espècies diferents; en tot, però, hi ha hagut, abans que la descendència puga seguir una existència independent, una certa despesa de nodriment, quasi universalment, cap a una despesa de temps o activitat, per a la qual els progenitors són induïts pels instints amb avantatge dels joves. Considerem el valor reproductiu d'aquesta descendència en el moment en què ocorre la despesa parental en benefici seu quan ja ha cessat. Si considerem la suma d'una generació sencera de tal descendència és clar que el valor reproductiu total dels mascles en aquest grup és exactament igual al del valor total de totes les femelles, perquè cada sexe proveïrà la meitat dels ancestres de totes les generacions futures de l'espècie. Per això la proporció de sexes s'ajustarà a ella mateixa, per la influència de la selecció natural, i la despesa total parental respecte cada fill de cada sexe hauria de ser la mateixa; si no fos així i la despesa total per a produir mascles, per exemple, fos menor que la despesa total per a produir femelles, com que el valor reproductiu dels mascles és igual al valor de les femelles, se seguiria llavors que en aquests pares, les tendències innates hi causaren que produïsquen mascles en excés, hauria de, per la mateixa despesa, produir una quantitat major de valor reproductiu; i en conseqüència serien els progenitors d'una fracció major de generacions futures que els que en tinguessen una tendència cap a la producció de femelles. La selecció faria llavors augmentar la proporció de sexes fins que la despesa a produir mascles fora igual a la de produir femelles.